# Кайдалов, Даниил Александрович
Дании́л Алекса́ндрович Кайда́лов (укр. Данило Олександрович Кайдалов; род. 2 февраля 2006, Харьков, Украина) — украинский футболист, полузащитник клуба «Металлист».

## Клубная карьера
Родился в Харькове. Футболом начал заниматься в местной ДЮСШ и «Металлисте». Впоследствии перешёл в другой харьковский клуб «Восток». В 2018 году присоединился к возрожденному «Металлисту». Сезон 2022/23 начал в юношеской команде харьковчан. За первую команду «Металлиста» дебютировал 25 ноября 2022 года в ничейном (0:0) выездном поединке 15-го тура Премьер-лиги Украины против одесского «Черноморца». Даниил вышел на поле на 82-й минуте вместо Егора Картушова, а на 86-й минуте получил жёлтую карточку. До завершения сезона 2022/23 провёл 2 поединка в высшем дивизионе чемпионата Украины. Первым голом в составе харьковского клуба отличился 26 апреля 2024 года на 86-й минуте победного (2:1) домашнего поединка 6-го тура группы «Выбывание» Первой лиги Украины против кременчугского «Кременя». Кайдалов вышел на поле на 77-й минуте вместо Даниэля Вернаттуса. В конце января 2023 года заключил с «Металлистом» профессиональный контракт.

## Карьера в сборной
Вызывался в юношескую сборной Украины (U-17), в футболке которой дебютировал 27 октября 2022 года в победном (7:0) поединке 2-й группы квалификации чемпионата Европы против Лихтенштейна. Даниил вышел на поле на 64-й минуте вместо Кирилла Пашка. В марте 2023 года провёл ещё 2 поединка за юношескую сборную Украины (U-17).